# Fusconaia succissa
Fusconaia succissa är en musselart som först beskrevs av I. Lea 1852.  Fusconaia succissa ingår i släktet Fusconaia och familjen målarmusslor. Inga underarter finns listade i Catalogue of Life.